# Mistrzostwa Świata w Narciarstwie Klasycznym 1989
Mistrzostwa Świata w Narciarstwie Klasycznym 1989 miały miejsce w dniach 17–26 lutego 1989 w fińskim Lahti. Impreza ta po raz czwarty została rozegrana w tym mieście. W czasie tych mistrzostw zorganizowano bieg na 15 km u mężczyzn i na 10 km u kobiet zarówno techniką dowolną, jak i klasyczną. Wprowadzono także 15 km kobiet, a dystans 20 km wydłużono do 30 km.

## Biegi narciarskie

### Biegi narciarskie mężczyzn
| Konkurencja              | Data           | Złoto                                                                           | Srebro                                                                                | Brąz                                                                                      |
| ------------------------ | -------------- | ------------------------------------------------------------------------------- | ------------------------------------------------------------------------------------- | ----------------------------------------------------------------------------------------- |
| 15 km techniką klasyczną | 22 lutego 1989 | Harri Kirvesniemi 42:40.7                                                       | Pål Gunnar Mikkelsplass 42:44.0                                                       | Vegard Ulvang 43:08.4                                                                     |
| 15 km techniką dowolną   | 20 lutego 1989 | Gunde Svan 40:39.6                                                              | Torgny Mogren 41:02.9                                                                 | Lars Håland 41:10.3                                                                       |
| 30 km techniką klasyczną | 18 lutego 1989 | Władimir Smirnow 1:24:56.9                                                      | Vegard Ulvang 1:25:03,6                                                               | Christer Majbäck 1:25:09,8                                                                |
| 50 km techniką dowolną   | 26 lutego 1989 | Gunde Svan 2:15:24.9                                                            | Torgny Mogren 2:16:09.2                                                               | Aleksiej Prokurorow 2:16:18.8                                                             |
| Sztafeta 4 × 10 km       | 24 lutego 1989 | Szwecja · Christer Majbäck · Gunde Svan · Lars Håland · Torgny Mogren 1:40:12.1 | Finlandia · Aki Karvonen · Harri Kirvesniemi · Kari Ristanen · Jari Räsänen 1:40:13.6 | Czechosłowacja · Ladislav Švanda · Martin Petrásek · Radim Nyč · Václav Korunka 1:40:13.7 |

### Biegi narciarskie kobiet
| Konkurencja              | Data           | Złoto                                                                                             | Srebro                                                                                 | Brąz                                                                                   |
| ------------------------ | -------------- | ------------------------------------------------------------------------------------------------- | -------------------------------------------------------------------------------------- | -------------------------------------------------------------------------------------- |
| 10 km techniką klasyczną | 19 lutego 1989 | Marja-Liisa Kirvesniemi 29:19.0                                                                   | Pirkko Määttä 30:12.2                                                                  | Marjo Matikainen 30:12.9                                                               |
| 10 km techniką dowolną   | 17 lutego 1989 | Jelena Välbe 27:04.5                                                                              | Marjo Matikainen 27:36.7                                                               | Tamara Tichonowa 27:58.8                                                               |
| 15 km techniką klasyczną | 21 lutego 1989 | Marjo Matikainen 47:46.6                                                                          | Marja-Liisa Kirvesniemi 47:48.6                                                        | Pirkko Määttä 48:20.8                                                                  |
| 30 km techniką dowolną   | 25 lutego 1989 | Jelena Välbe 1:29:59.7                                                                            | Łarisa Łazutina 1:30:07.7                                                              | Marjo Matikainen 1:30:30.6                                                             |
| Sztafeta 4 × 5 km        | 24 lutego 1989 | Finlandia · Pirkko Määttä · Marja-Liisa Kirvesniemi · Jaana Savolainen · Marjo Matikainen 54:49.8 | ZSRR · Julija Szamszurina · Raisa Smietanina · Tamara Tichonowa · Jelena Välbe 54:56.9 | Norwegia · Inger Helene Nybråten · Anne Jahren · Nina Skeime · Marianne Dahlmo 55:52.3 |

## Kombinacja norweska
| Konkurencja                    | Data           | Złoto                                                                  | Srebro                                                         | Brąz                                                        |
| ------------------------------ | -------------- | ---------------------------------------------------------------------- | -------------------------------------------------------------- | ----------------------------------------------------------- |
| 15 km metodą Gundersena        | 17 lutego 1989 | Trond Einar Elden                                                      | Andriej Dundukow                                               | Trond-Arne Bredesen                                         |
| Kombinacja drużynowa 3 × 10 km | 18 lutego 1989 | Norwegia · Trond Einar Elden · Trond-Arne Bredesen · Bård Jørgen Elden | Szwajcaria · Andreas Schaad · Hippolyt Kempf · Fredy Glanzmann | NRD · Ralph Leonhardt · Bernd Blechschmidt · Thomas Abratis |

## Skoki narciarskie
| Konkurencja                       | Data           | Złoto                                                                                  | Srebro                                                                                        | Brąz                                                                               |
| --------------------------------- | -------------- | -------------------------------------------------------------------------------------- | --------------------------------------------------------------------------------------------- | ---------------------------------------------------------------------------------- |
| Normalna skocznia – indywidualnie | 26 lutego 1989 | Jens Weißflog 114.5                                                                    | Ari-Pekka Nikkola 110.5                                                                       | Heinz Kuttin 108.5                                                                 |
| Duża skocznia – indywidualnie     | 20 lutego 1989 | Jari Puikkonen 218.5                                                                   | Jens Weißflog 212.5                                                                           | Matti Nykänen 205.0                                                                |
| Duża skocznia drużynowo           | 22 lutego 1989 | Finlandia · Ari-Pekka Nikkola · Jari Puikkonen · Matti Nykänen · Risto Laakkonen 645.0 | Norwegia · Magne Johansen · Clas Brede Bråthen · Ole Gunnar Fidjestøl · Jon Inge Kjørum 626.0 | Czechosłowacja · Jiří Parma · Martin Švagerko · Ladislav Dluhoš · Pavel Ploc 595.5 |

## Klasyfikacja medalowa
| Pozycja | Państwo        | Złoto | Srebro | Brąz | Razem |
| ------- | -------------- | ----- | ------ | ---- | ----- |
| 1       | Finlandia      | 6     | 5      | 4    | 15    |
| 2       | ZSRR           | 3     | 3      | 2    | 8     |
| 3       | Szwecja        | 3     | 2      | 2    | 7     |
| 4       | Norwegia       | 2     | 3      | 3    | 8     |
| 5       | NRD            | 1     | 1      | 1    | 3     |
| 6       | Szwajcaria     | 0     | 1      | 0    | 1     |
| 7       | Czechosłowacja | 0     | 0      | 2    | 2     |
| 8       | Austria        | 0     | 0      | 1    | 1     |